# Frontera entre Moçambic i Zimbàbue
La frontera entre Moçambic i Zimbàbue és la línia de 1.231 km d'extensió, que va del nord de Zimbàbue cap a l'est del país i dirigint-se cap al sud. El separa del territori de Moçambic. A les proximitats d'aquesta frontera hi ha el Monte Binga a Moçambic, a les proximitats de Chimoio, capital de la província de Manica. De la part de Zimbàbue, junt a la frontera hi ha el Mont Nyangani.
Al nord, es troba el trifini Zimbàbue-Moçambic-Zàmbia, per on passa el riu Zambezi. Al sud, el trifini dels dos països és amb Sud-àfrica. Una part de la línia de frontera segueix els paral·lel 16 S.
La frontera separa les províncies (de nord a sud):
- Zimbàbue: Mashonaland Central, Mashonaland Est, Manicaland, Masvingo.
- Moçambic: Tete, Sofala, Manica, Gaza.

La frontera de Moçambic amb les antigues colònies britàniques al sud d'Àfrica, com Sud-àfrica, Zàmbia, Malawi i Tanzània, va ser definit des del començament de la dominació portuguesa en 1498, fins que Moçambic per esdevenir una província d'ultramar de Portugal en 1951.